# RENFE 353 sorozat
A RENFE 353 sorozat (ismert még mint T-3000) egy spanyol nagysebességű B'B' tengelyelrendezésű, dízel-hidraulikus erőátvitelű dízelmozdony-sorozat volt. A német Krauss-Maffei gyártotta a RENFE részére. Összesen öt mozdony készült, melyet nagysebességű Talgo személykocsik vontatásához használtak. A mozdony maximális sebessége 180 km/h.
A mozdony a RENFE 352 sorozat nagyobb és jobb változata.

## Sebesség rekord
Ez a mozdonysorozat tartotta egy ideig a világ dízelmozdony-sebességrekordját. 1972 májusában az egyik mozdony elérte 222 km/h sebességet Guadalajara és Azuqueca de Henares között. Később 1978 május 4-én Alcázar de San Juan és Rio Záncara között a 353-001 elérte a 230 km/h sebességet.

## Járművek
A sorozat mozdonyai neveket is kaptak:
| Eredeti pályaszám | UIC pályaszám | Név                           | Gyártó        | Gyártási szám | Introduction | Selejtezés          | Megtett km |
| ----------------- | ------------- | ----------------------------- | ------------- | ------------- | ------------ | ------------------- | ---------- |
| 3001 T            | 353-001-1     | "Virgen de Lourdes"           | Krauss-Maffei | 19449         | 1968         | 2003 március 9.     | 5 913 610  |
| 3002 T            | 353-002-9     | "Virgen de Fatima"            | Krauss-Maffei | 19450         | 1968         | 2001 augusztus 5.   | 5 765 725  |
| 3003 T            | 353-003-7     | "Virgen del Yugo"             | Krauss-Maffei | 19451         | 1968         | 1990 szeptember 25. | 4 385 799  |
| 3004 T            | 353-004-5     | "Virgen de la Paloma"         | Krauss-Maffei | 19452         | 1969         | 1983 február 9.     | 2 894 871  |
| 3005 T            | 353-005-2     | "Virgen de la Bien Aparecida" | Krauss-Maffei | 19453         | 1969         | 2003 szeptember 25. | 6 041 510  |